# Aselle
Asellus aquaticus
Espèce
L'Aselle (nom masculin), Asellus aquaticus, est une espèce de crustacés malacostracés isopodes de la famille des Asellidae, qui vit dans les eaux douces et à faible courant, dépourvues de pesticides et légèrement eutrophes à condition qu'elles soient riches en débris de matière organique (feuilles mortes en particulier). En tant que bioindicateur, il n'est pas un indice d'une eau d'aussi bonne qualité que le Gammare.
Dans des conditions optimales, les aselles peuvent ou pouvaient y atteindre des populations localement très denses. Ils sont – avec les gammares et les daphnies – une source importante de nourriture pour divers organismes aquatiques carnivores.
Les micro-mouvements constants qu'entretiennent ces crustacés parmi les débris, contribuent au mélange des couches d'eau et des nutriments dans les eaux lentiques. Ils jouent un rôle important de fossoyeur et de « nettoyeur » des débris végétaux. Se reproduisant rapidement et abondamment, ils constituent une nourriture appréciable pour de nombreux animaux des zones humides.

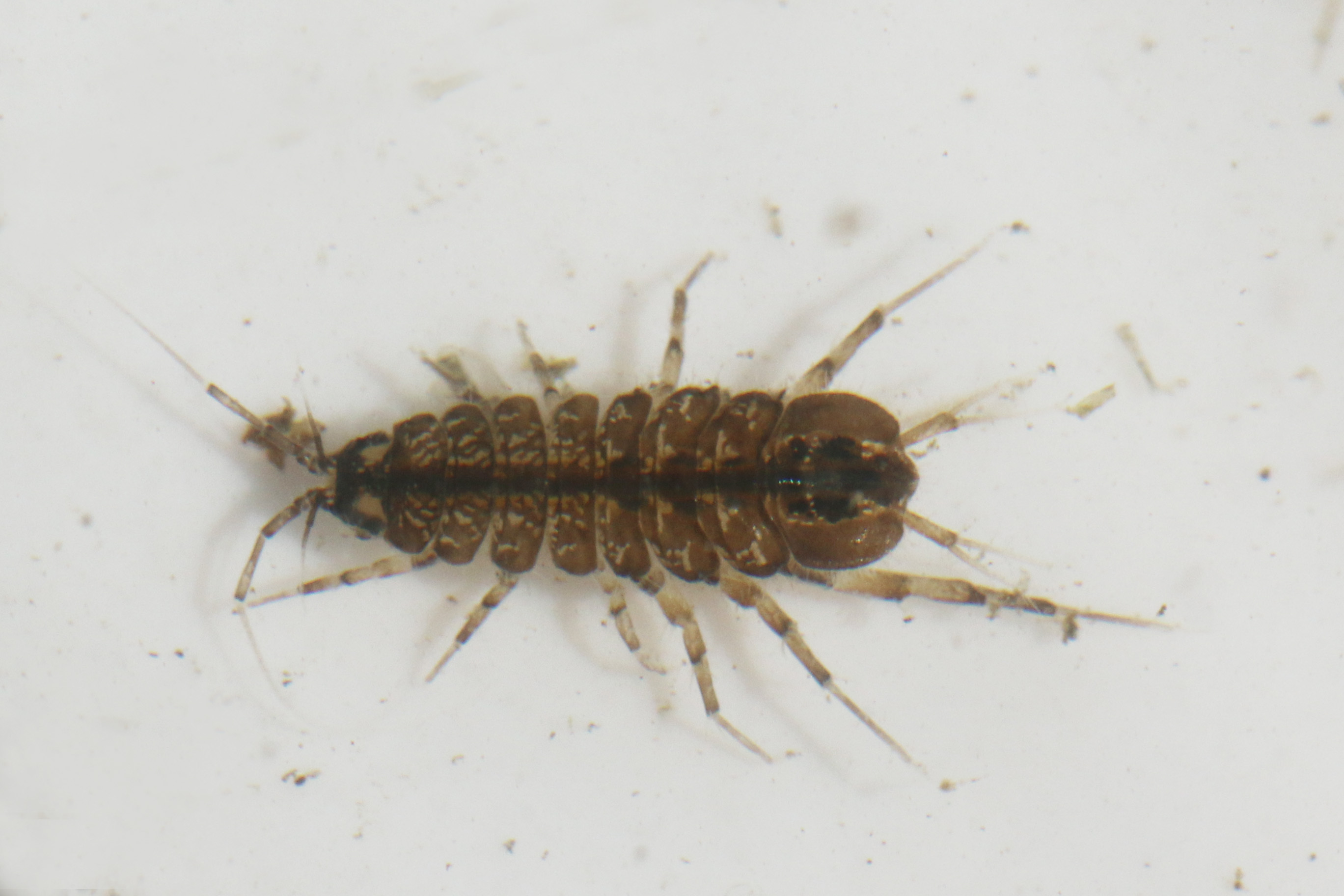
Asellus aquaticus.

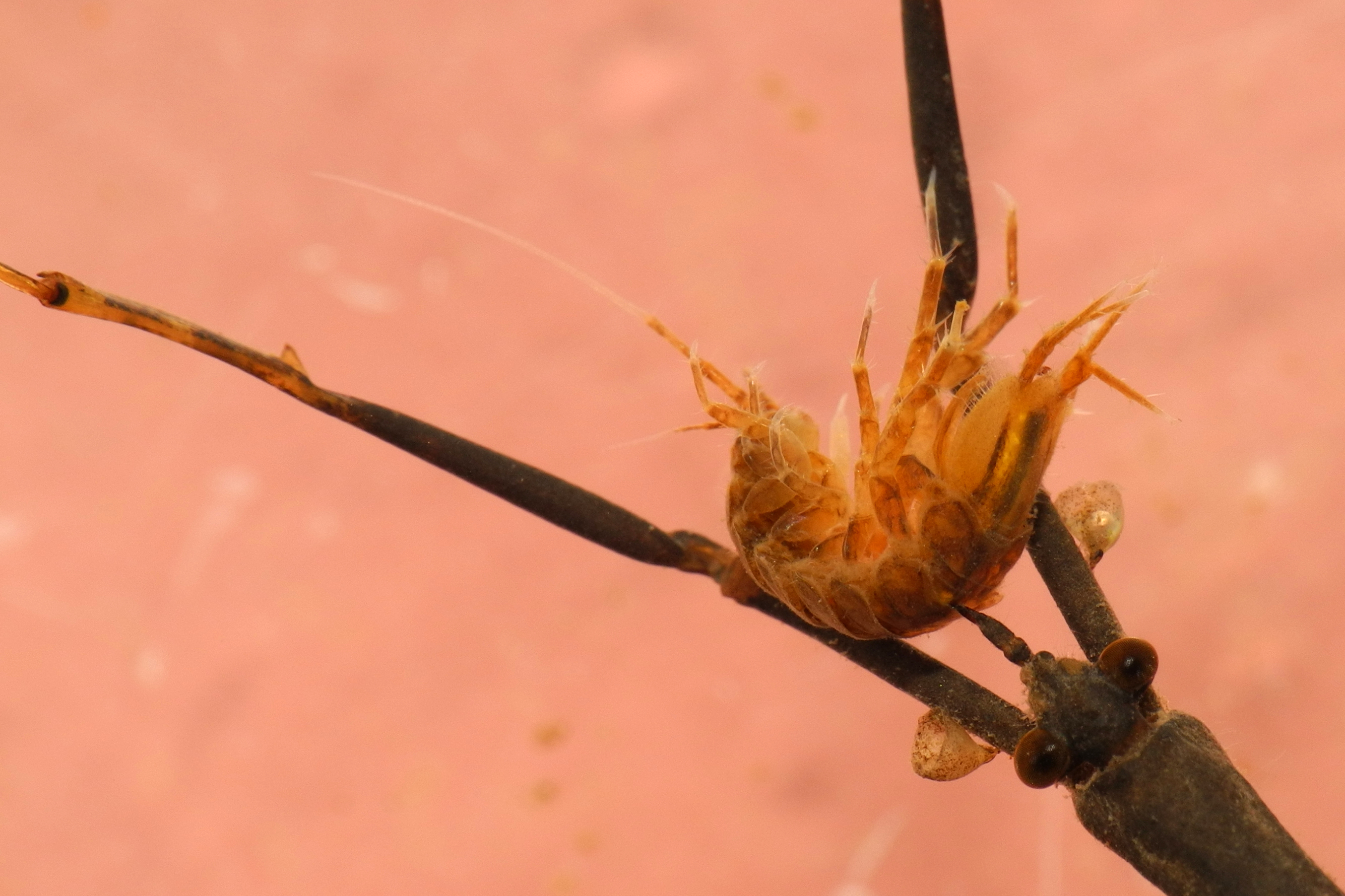
Prédation d'un aselle (Asellus aquaticus) par une ranatre (Ranatra sp.).

## Dénomination
Autrefois nommé Asellus meridionalis et improprement appelé « cloporte d'eau douce », il est dénommé « waterlouse », « aquatic sowbug » ou « water hoglouse » par les anglophones.
L'espèce « Asellus heilyi » (Legrand, 1956) a été renommée « Gallasellus heilyi » par Jean-Paul Henry & Guy Magniez en 1977.
Ce nouveau genre : gallaselle = aselle de Gaule, indique sa répartition géographique limitée à la France (endémique en Poitou-Charentes).

## Description
On les différencie facilement des gammares car les aselles sont plus aplatis et marchent sur le fond, plus qu'ils ne nagent, alors que les gammares nagent ou se meuvent souvent « de côté » et le corps recroquevillé en position arrondie (sur le fond ou quand ils fuient). Leur forme évoque celle d'un cloporte. Le thorax se compose de 7 segments portant chacun une paire de pattes ambulatoires (14): cinq paires de pléopodes foliacés portant des branchies et une paire d’uropodes fourchus dépassant largement l’extrémité arrière du corps.
Taille : l'aselle croît toute sa vie, par mues successives et il vit 1 à 2 ans : l'adulte mesure de 8 mm à 15 mm de long (selon les régions, la sous-espèce).
Couleur : grisé, très légèrement translucide. On trouve des aselles décolorés et aveugles dans certaines grottes ainsi qu'à grande profondeur dans certains lacs.
Les yeux sont dans tous les cas primitifs et affleurent sur la carapace chitineuse de la tête (pas de pédoncules, ils ne sont pas orientables).

## Habitat
Son habitat optimal semble être les cours d'eau à courant plutôt lent, mais ils peuvent être trouvés dans certains fossés, lacs et étangs, habituellement plutôt près des berges ou dans les contre-courants et zones caillouteuses ou riches en grosses pierres, mousses et zones d'accumulation de feuilles mortes et débris végétaux dont ils se nourrissent.
Les aselles tolèrent assez mal les eaux polluées ou à faible taux d'oxygène dissous.

## Alimentation
L'aselle se nourrit sur le fond ou sur des substrats de débris végétaux ou animaux et de petits organismes microscopiques fixés à ces débris.

## Écologie
C'est une espèce qui est ou était très commune dans les zones tempérées de l'Europe, la Russie, et l'Amérique du Nord.
Asellus aquaticus est relativement ubiquiste (torrents, rivières, mares...) mais apprécie particulièrement les fonds caillouteux et riches en matière organique (hors tourbières et milieux très acides)
C'est une espèce omnivore.

## Reproduction
Au moins au printemps et en automne, le mâle s'accroche à la femelle durant plusieurs jours en attendant la mue qui précède la fécondation. La femelle pond 100 à 200 œufs qui sont conservés et protégés dans une « poche ventrale ». Les larves ont une forme qui évoque celle d'un adulte en miniature, avec une paire de pattes en moins, qui apparaitra à la première mue.

## Comportement
Son activité est plutôt nocturne et il fuit la lumière.

## Statut et menace
Plusieurs sous-espèces sont considérées comme menacées, dont :
- Asellus aquaticus carniolicus, endémique de Slovénie[6]
- Asellus aquaticus cavernicolus qui n'est connue qu'en Italie et en Slovénie[7].
- Asellus aquaticus cyclobranchialis, endémique de Slovénie[8].

La pollution des cours d'eau par les pesticides est une cause probable de régression de cette espèce. C'est une espèce principalement nocturne qui pourrait localement aussi être affectée par le phénomène dit de pollution lumineuse.